# Східний Берлін
Східний Берлін (нім. Ost-Berlin; вимова [ˈɔstbɛʁˌliːn] ( прослухати)) — частина міста Берліна, яка після  Другої світової війни потрапила в радянський сектор. Східний Берлін був de facto столицею Східної Німеччини від 7 жовтня 1949 по 3 жовтня 1990. З 13 серпня 1961 по 9 листопада 1989 східна частина міста була відокремлена від західної Берлінською стіною. Західні союзники не визнавали Східний Берлін столицею НДР, ані повноваження НДР керувати Східним Берліном. Більшу частину свого адміністративного існування Східний Берлін був офіційно відомий як Берлін, столиця НДР (нім. Berlin, Hauptstadt der DDR) урядом НДР. 3 жовтня 1990 ФРН і НДР були об'єднані. Цей день вважається днем офіційного закінчення існування Східного Берліна.

## Адміністративний устрій

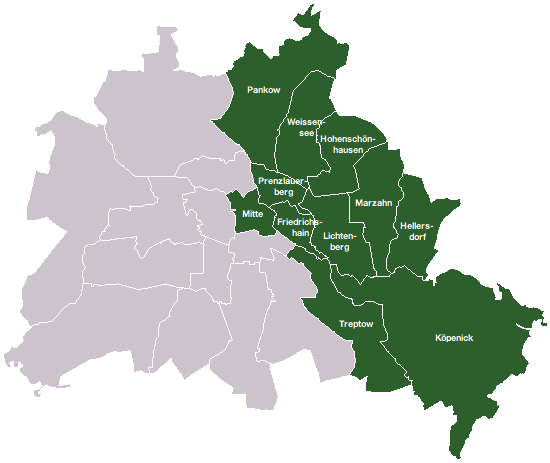
Західний Берлін і Східний Берлін

У склад Східного Берліна входило 11 округів (див. ілюстрацію):
- Мітте (нім. Mitte)
- Пренцлауер-Берг (нім. Prenzlauer Berg)
- Фрідріхсгайн (нім. Friedrichshain)
- Панков (нім. Pankow)
- Вайсензеє (нім. Weissensee)
- Гогеншьонгаузен (нім. Hohenschönhausen) (з 1985)
- Ліхтенберг (нім. Lichtenberg)
- Марцан (нім. Marzahn)
- Геллерсдорф (нім. Hellersdorf)
- Трептов (нім. Treptow)
- Кьопенік (нім. Köpenick)

Центром частково визнаної столиці НДР була площа Александерплац (Alexanderplatz, «Alex»), головною вулицею — Унтер-ден-Лінден (нім. Unter den Linden). На заході ця вулиця впиралася в Бранденбурзькі ворота, за якими починався Західний Берлін, який об'єднав три післявоєнні зони окупації — американську, британську та французьку.

## Загальний огляд
Західні союзники (США, Сполучене Королівство і Франція) ніколи офіційно не визнавали владу східнонімецького уряду над Східним Берліном; офіційний протокол союзників визнавав тільки владу Радянського Союзу в Східному Берліні, відповідно до окупаційного статусу Берліна в цілому. Наприклад, командування Сполучених Штатів в Берліні опублікувало докладні інструкції для військового і цивільного персоналу США, бажаючих відвідати Східний Берлін. Три західні коменданти регулярно протестували проти присутності східнонімецької Національної народної армії (NVA) у Східному Берлін, зокрема, під час проведення військових парадів. Тим не менш, три західні союзники в кінцевому підсумку створили посольства в Східному Берліні в 1970-і роки, хоча вони ніколи не визнавали його столицею Східної Німеччини. У договорах замість цього використовувалися такі терміни, як «місце перебування уряду».

## Галерея

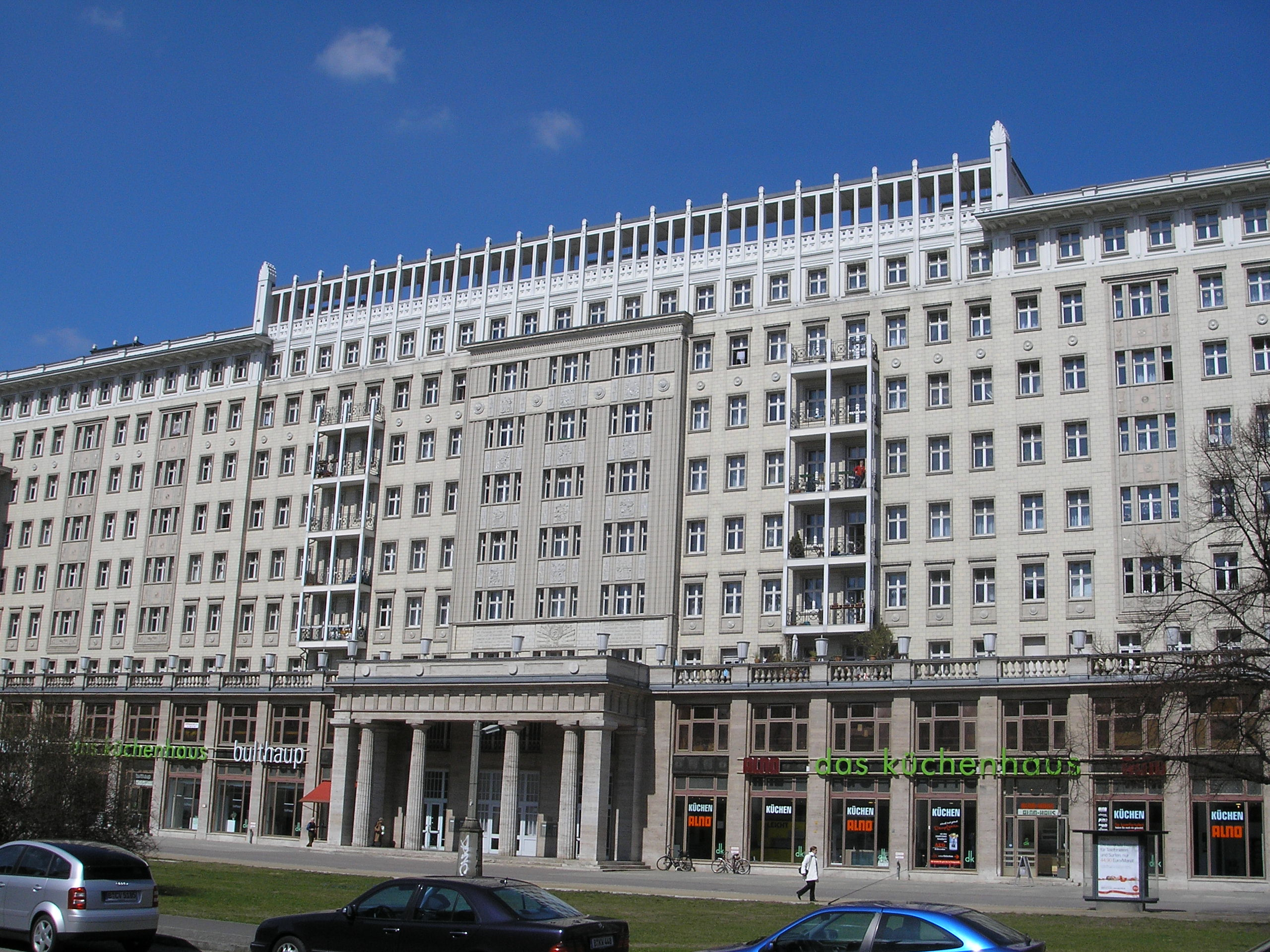
Апартаменти на бульварі Карла Маркса
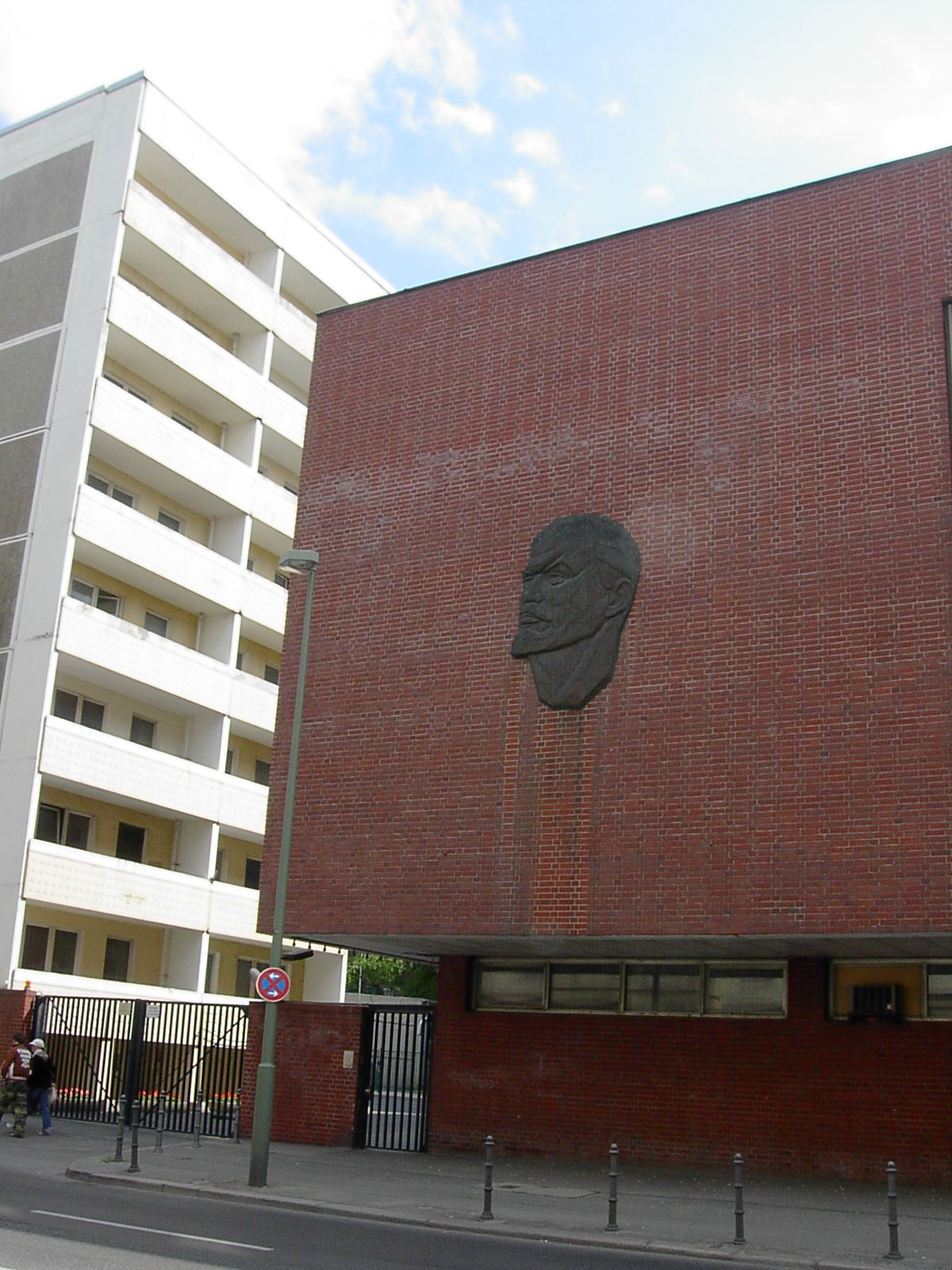
Меморіальна дошка Леніна
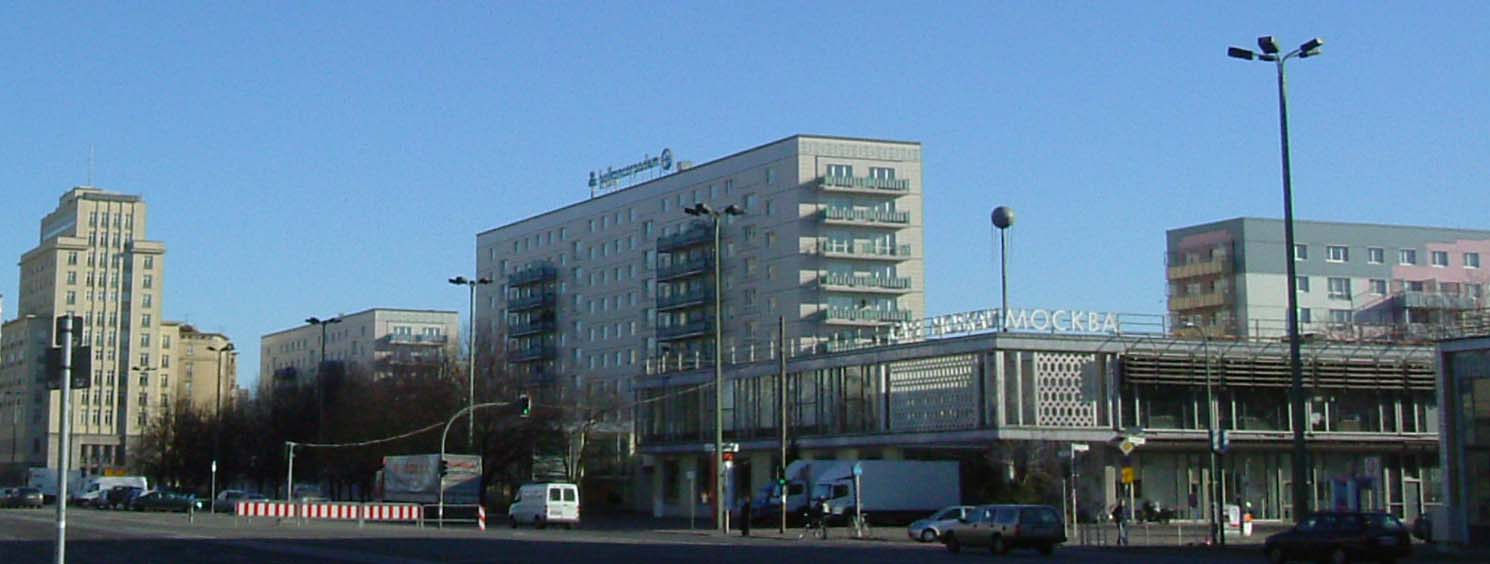
Кафе «Москва»
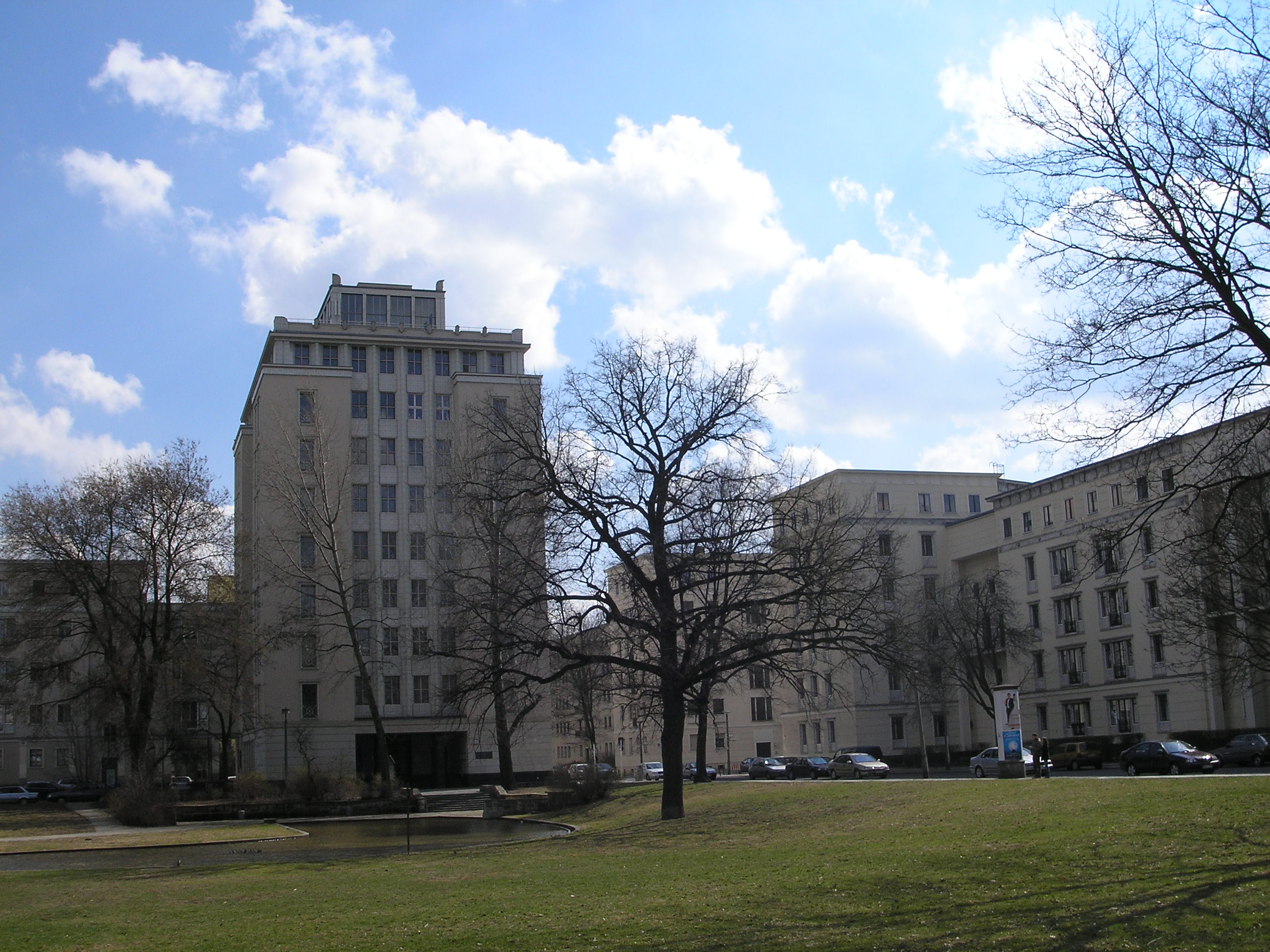
Перші багатоповерхові житлові будинки, побудовані після війни
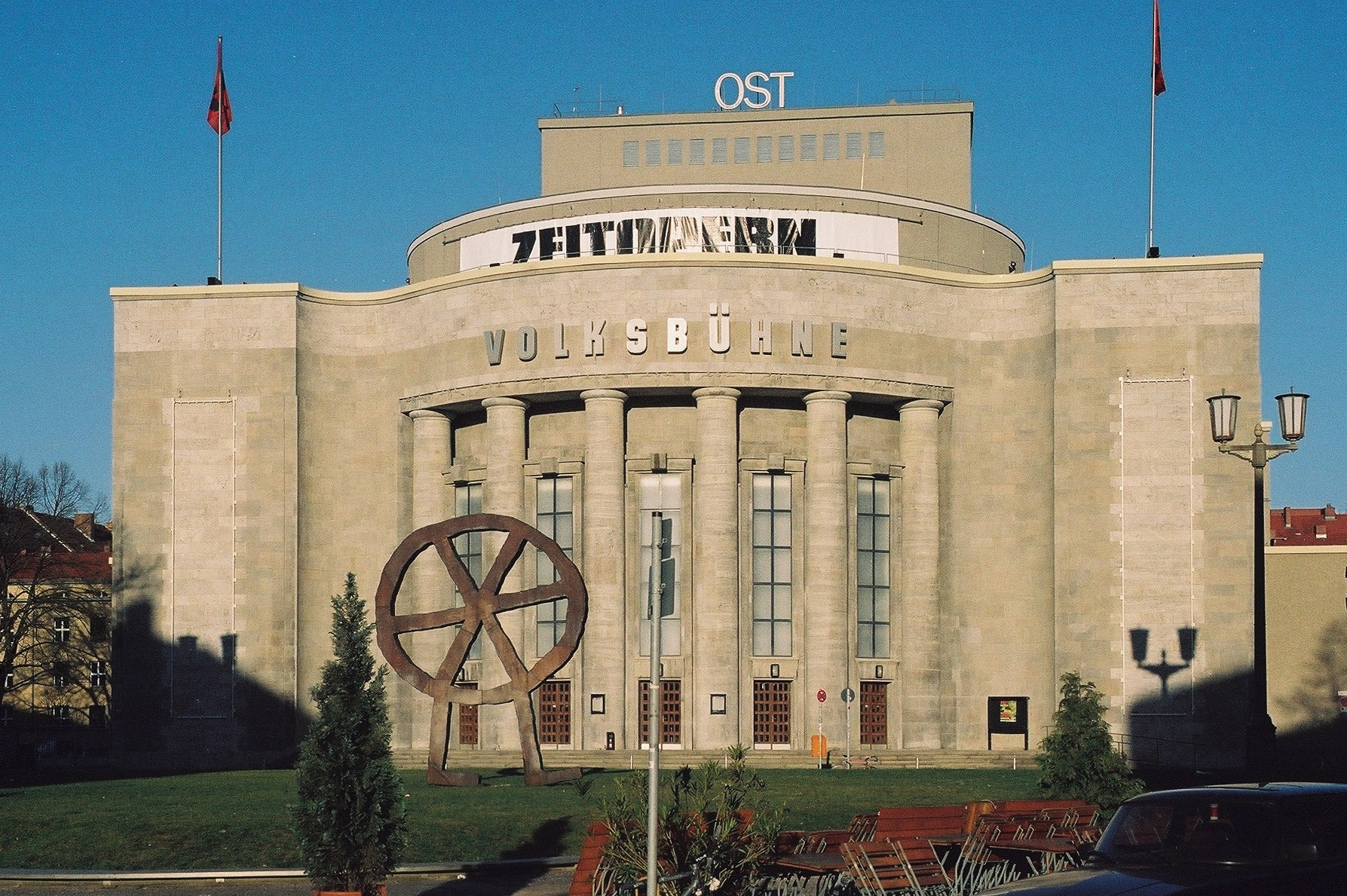
Театр
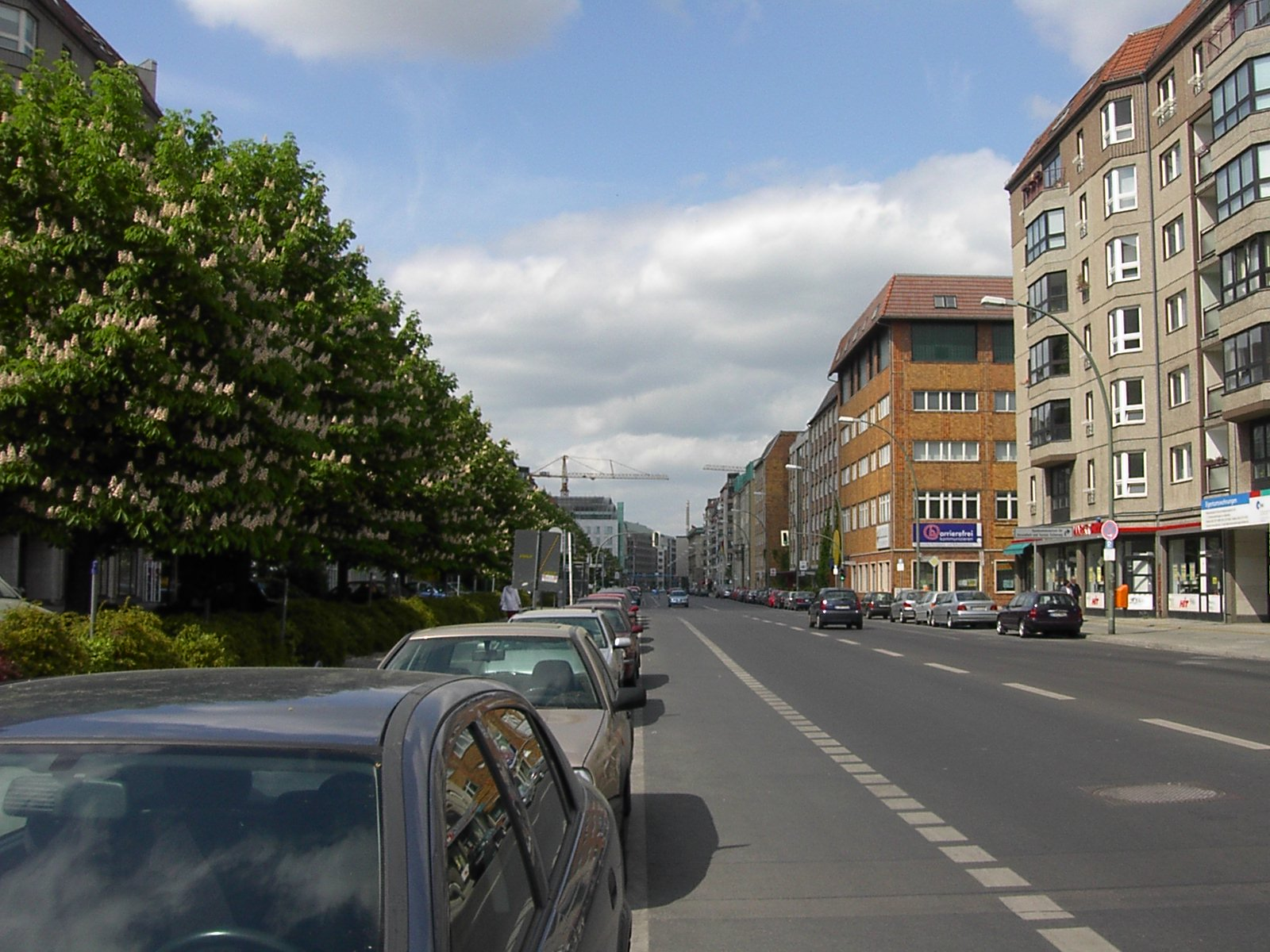
Житлові будинки
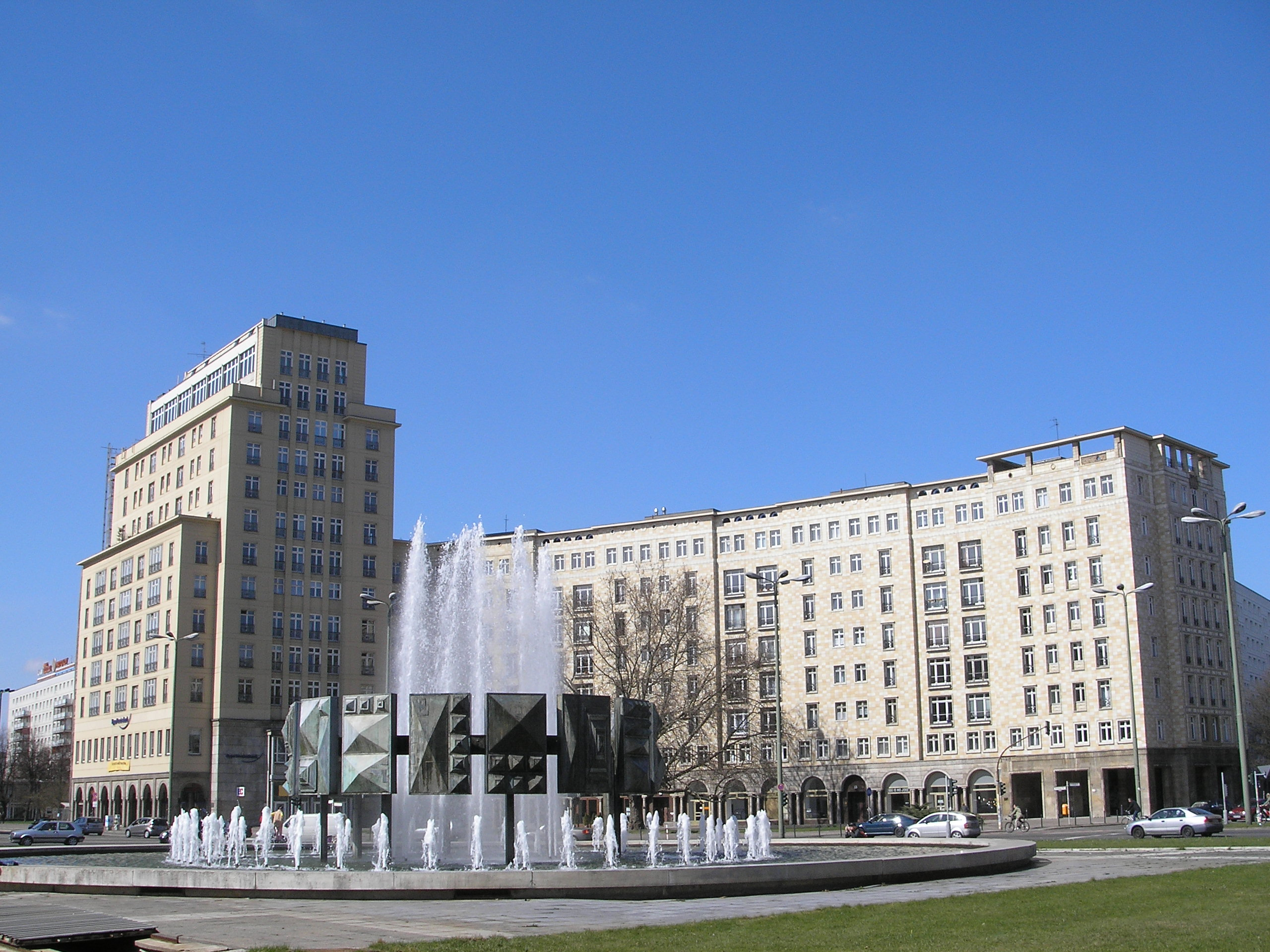
Будівля в стилі конструктивізму
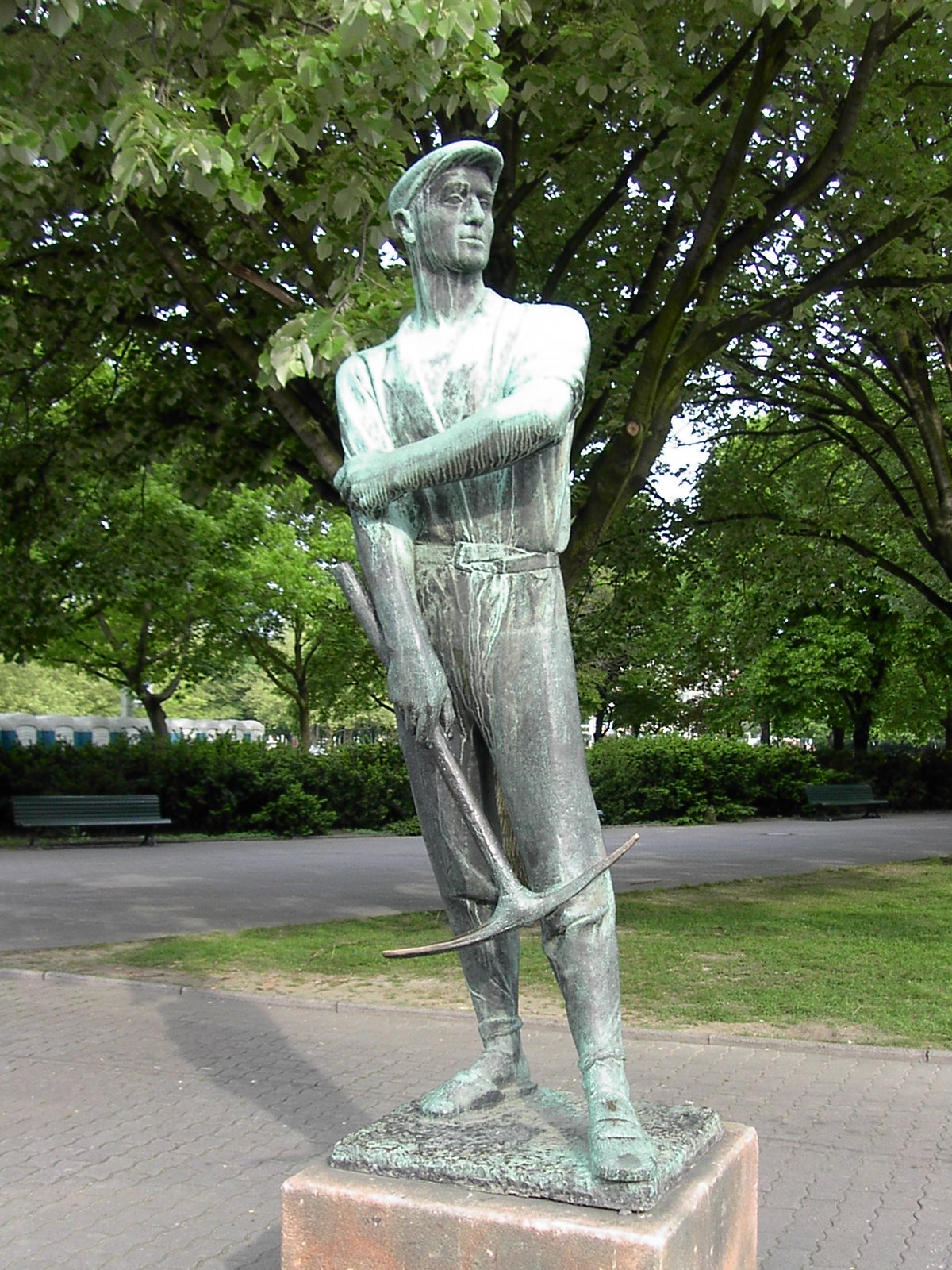
Монумент герою-пролетарію